# Salmo labrax
El salmón del mar Negro es la especie Salmo labrax, un pez eurihalino marino y de agua dulce de la familia salmónidos, distribuidos por el mar Negro y los ríos que desembocan en él, así como en el mar de Azov y algunas otras costas de Asia menor. Es una especie con gran importancia pesquera que alcanza un alto valor en el mercado.

## Anatomía
La longitud máxima descrita fue de 110 cm.

## Hábitat y biología
Los peces de agua templada anádromos, que viven en el mar alimentándose cerca del fondo y en la época reproductora remontan los ríos para desovar. Hay poblaciones de esta misma especie que viven permanentemente en lagos de agua dulce sin hacer migraciones al mar. Después de nacer en la cabecera de los ríos permanecen de 2 a 4 años creciendo en el río, tras lo cual unas poblaciones descienden hasta el mar donde permanecen otros 2 a 4 años hasta alcanzar la madurez sexual, mientras que algunas otras poblaciones maduran en el río.
Los adultos anádromos o residentes de grandes lagos se alimentan de una gran variedad de peces y crustáceos, no solo en su fase marina sino también en el río, a diferencia de otros salmónidos.